# Museo geopaleontologico di Lerici
Il museo geopaleontologico del castello di Lerici, aperto nel 1998 e chiuso nel 2015, raccoglieva ed esponeva oltre ad una collezione di minerali, un vasto repertorio di reperti fossili provenienti dai terreni dello Spezzino, Lunigiana e zone limitrofe.
Il museo aveva sede nelle sale del castello di Lerici, in via Giuseppe Mazzini, in provincia della Spezia.

## Storia e descrizione
Nel 1987 il dodicenne Ilario Sirigu (a cui è stato intitolato il museo) rinvenne, durante un'escursione per il territorio di Lerici, alcune piste di impronte fossili impresse in quella che era una piana alluvionale costiera. Le Università di Roma e Pisa accertarono che si trattava effettivamente di impronte fossili vecchie di 220 milioni di anni e le attribuirono a dinosauri ed altre creature estinte.
In quel periodo venne istituito il Consorzio del Castello di Lerici, volto sia a svolgere ricerche didattiche sia a promulgare attività culturali.
All'interno del parco museale si possono incontrare ricostruzioni tridimensionali, ricreate partendo dai fossili dei dinosauri rinvenuti che abitavano le zone della val Gardena, dei Monti Pisani, delle Dolomiti e di Rovereto. Il museo racconta la storia, attraverso precise ricostruzioni di scenari, della val di Magra di 5 milioni di anni fa, quando Sarzana era ancora selvaggia ed abitata da tapiri, cinghiali e orsi, e ad Aulla si trovavano ancora i rinoceronti.
Il giacimento aullese di Olivola, che già dal XIX secolo è stato oggetto di scavi e sopralluoghi, ha fornito gran parte del materiale presente nel castello, come i celebri resti dell'orso delle caverne.
Sono in mostra nel castello anche reperti preistorici: il territorio spezzino, sin dalla preistoria, è stato abitato da uomini che estraevano rocce al tempo pregiate per creare monili, coltelli ed altri utensili  visibili al museo nelle sezioni loro dedicate.
Il museo nel castello fa parte del progetto "PANGEA", una rete museale che mette in collaborazione diversi musei di storia naturale italiani. Quando PANGEA rinvenne la Pompei dei dinosauri in Patagonia, questi resti, dato lo spirito collaborativo che anima l'organizzazione, vennero portati proprio nel castello di Lerici.